# 小行星1275
小行星1275（1275 Cimbria）是一颗围绕太阳公转的小行星。1932年11月30日，卡爾·威廉·萊茵姆特在海德堡发现了此天体。
該小行星以辛布里人命名。
这颗小行星的绝对星等为196.9096643688326等。